# Comté de Pierce (Géorgie)
Pour les articles homonymes, voir Pierce et Comté de Pierce.
Le comté de Pierce est un comté de Géorgie, aux États-Unis.

## Démographie
| 1860  | 1870  | 1880  | 1890  | 1900  | 1910   |
| ----- | ----- | ----- | ----- | ----- | ------ |
| 1 973 | 2 778 | 4 538 | 6 379 | 8 100 | 10 749 |

| 1920   | 1930   | 1940   | 1950   | 1960  | 1970  |
| ------ | ------ | ------ | ------ | ----- | ----- |
| 11 934 | 12 522 | 11 800 | 11 112 | 9 678 | 9 281 |

| 1980   | 1990   | 2000   | 2010   | - | - |
| ------ | ------ | ------ | ------ | - | - |
| 11 897 | 13 328 | 15 636 | 18 758 | - | - |